# شهرستان دیکسی (فلوریدا)
شهرستان دیکسی، فلوریدا (به انگلیسی: Dixie County, Florida) یک سکونتگاه مسکونی در ایالات متحده آمریکا است که در فلوریدا واقع شده‌است.

## خصوصیات
شهرستان دیکسی ۲٬۲۳۷٫۷۶ کیلومترمربع مساحت دارد.